# Endomia
Endomia is een geslacht van kevers van de familie snoerhalskevers (Anthicidae).

## Soorten
- E. bredoi Pic, 1952
- E. dilataticornis Pic, 1931
- E. gracilis Kejval, 1998
- E. latefasciata Pic, 1952
- E. lefebvrei LaFerté-Senéctère, 1849
- E. longicornis Pic & Hawkins, 1957
- E. magna Uhmann, 2000
- E. mirei Bonadona, 1984
- E. multipunctata Krekich-Strassoldo, 1923
- E. nigronotata Pic, 1952
- E. occipitalis Dufour, 1843
- E. picina Hawkins, 1957
- E. quinquemaculata Uhmann, 1995
- E. rameshi Kejval, 1998
- E. senilis (Wollaston, 1864)
- E. susicus (Escalera, 1914)
- E. tenuicollis (Rossi, 1792)
- E. tonkinea Pic, 1922
- E. unifasciata Bonelli, 1812